# 雅各布·劳克斯·德弗斯
雅各布·L·德弗斯（Jacob "Jake" Loucks Devers，1887年9月8日—1979年10月15日），美国陆军上將，擅長裝甲戰；他被人最讚回憶是在第二次世界大戰歐洲戰場他率領美軍第6軍團自光復法國南部到攻佔德國南部，并在D日後第一個到達萊茵河的美軍軍官。

## 生平
德弗斯出生在賓州約克，1909年自西點軍校畢業，成績103之第39名，同班同學有：巴頓排第46名，中將約翰 C. H.李第12名,西點軍校前任校長羅伯特·勞倫斯·艾克爾伯格第68名，跨國企業富商史丹利·隆堡第70名、埃德溫·F·哈丁第74名，攻佔柏林中將亞歷山大帕奇（不知道第幾名，後段班），北歐作戰中將威廉·胡得·辛普森第101名.在兩次世界大戰中間時候，他全神貫注在火炮作戰戰術及機械技術改革努力。 
第二次世界大戰爆發時，他在巴拿馬美軍部隊領軍，後來改派至北卡羅來納州布拉格堡擔任美軍第9步兵師少將師長，任職時間是自1940年11月15日至1941年；在1941年8月14日，這位美國陸軍最年輕的少將派至肯塔基州诺克斯堡軍事基地接掌坦克部隊，在他汲汲經營下，諾克斯堡軍事基地發展成為美軍第16坦克師及美軍第63裝甲獨立旅可容納兩單位坦克部隊訓練駐紮基地；1943年5月，德弗斯正式成為第二次世界大戰美軍在歐洲戰場中將總司令。在他於英國倫敦美軍司令部，他組織並訓練出數個戰鬥力十足的美軍步兵師，在1944年諾曼地登陸戰勝戰，貢獻居功厥偉。   
終於在1944年7月，德弗斯盼望已久領軍野戰部隊可以讓他大顯身手：美軍第6集團軍群，內轄：12個美軍「師」及16單位法軍步兵「師」共約30萬盟軍大軍；他統領這些部隊參與戰役有：「Alsace追擊戰」及「科爾馬包圍戰」、橫渡萊茵河的戰利品行動，最後在1945年5月6日在奧地利西部接受潰不成軍的德軍獻降。
德弗斯在他超過35年軍旅生涯顯現他高度才華及軍事專業領袖群倫，可資模範學習；
1940年5月晉升准將；
1940年10月晉升少將； 
1942年9月晉升中將； 
1945年5月8日納粹德國投降那天，晉升上將
1949年9月30日退役。
德弗斯逝於華盛頓特區，最後葬在阿靈頓國家公墓。